# Harry Lockhart
Harry Lockhart, född 8 augusti 1952, är en friidrottare från Bahamas. Han deltog vid olympiska sommarspelen 1972.